# 细秆薹草
细秆薹草（学名：Carex capillaris），为莎草科薹草属下的一个种。分布在朝鲜、北美洲、日本、俄罗斯、欧洲以及中国大陆的东北和西北各省等地，生长于海拔1,000米至3,300米的地区，一般生长在河滩、山坡、草甸、山顶草地和水沟边，目前尚未由人工引种栽培。

## 异名
- Carex capillaris L. f. major Drejer